# Barbara Wehr
Barbara Wehr (* 9. Oktober 1947 in Erlangen) ist eine deutsche Romanistin und Sprachwissenschaftlerin.

## Leben und Werk
Barbara Wehr, Tochter des Arabisten Hans Wehr, machte 1966 in Münster Abitur und studierte kurzzeitig an der Musikhochschule München. 1968 wechselte sie zum Studium von Romanischer Philologie und Allgemeiner Sprachwissenschaft an die Ludwig-Maximilians-Universität München (LMU). Sie war von 1971 bis 1975 Mitarbeiterin am Dictionnaire de l'occitan médiéval (DOM) und (nach der Magisterprüfung 1975) ab 1977 Assistentin am Lehrstuhl von Helmut Stimm. 1981 wurde sie  mit der Dissertation Diskurs-Strategien im Romanischen – Ein Beitrag zur romanischen Syntax (Narr, Tübingen 1984) promoviert. Sie habilitierte sich 1989 (nach dem Tod von Helmut Stimm 1987 betreut von Wolf-Dieter Stempel) mit der Schrift SE-Diathese im Italienischen
(Narr, Tübingen 1995). In ihrer „Selbstbeschreibung als Romanistin“ nennt sie als weitere Mentoren den Uralisten Hartmut Katz (1943–1996) und den Linguisten Göran Hammarström (1922–2019). Von 1992 bis 2011 war sie Professorin für Italienische und Französische Sprachwissenschaft an der Johannes Gutenberg-Universität Mainz, wo sie aus Gram über den Bologna-Prozess, den sie als Sieg der Bürokratie über die akademische Freiheit empfand, vorzeitig ihren Abschied nahm. Sie war im Vorstand des Studienhauses für keltische Sprachen und Kulturen (SKSK) in Königswinter.

## Werke (Auswahl)
- (Hrsg. mit Helga Thomaßen) Diskursanalyse. Untersuchungen zum gesprochenen Französisch. Akten der gleichnamigen Sektion des 1. Kongresses des Franko-Romanisten-Verbands (Mainz, 23.-26. September 1998). Peter Lang,  Frankfurt am Main 2000.
- (Hrsg. mit Frédéric Nicolosi) Pragmatique historique et syntaxe / Historische Pragmatik und Syntax. Akten der gleichnamigen Sektion des XXXI. Romanistentags (Bonn, 27. September – 1. Oktober 2009). Peter Lang,  Frankfurt am Main 2012.